# Konstantin Hierl
Konstantin Hierl, född 24 februari 1875 i Parsberg, Tyskland, död 23 september 1955 i Heidelberg, var en tysk nationalsocialistisk politiker. Hierl var ledare för Reichsarbeitsdienst (RAD) under hela dess existens.

## Biografi
Konstantin Hierl blev kapten i generalstaben 1908, var lärare vid krigsakademin och under första världskriget stabschef vid en bayersk armékår. År 1919 blev han ledare för frikåren Detachement Hierl. Hierl tjänstgjorde 1921–1924 i riksvärnsministeriet, tog 1924 avsked som överste, blev 1929 andre ledare för nazistpartiets organisatoriska avdelning i München med uppgift att förestå uppbyggandet av Arbetstjänsten. Han blev 1930 ledamot av riksdagen och 1934 statssekreterare för Arbetstjänsten. I augusti 1943, då Arbetstjänsten avskildes från inrikesministeriet som särskilt ministerium, fick Hierl rang av riksminister. Sedan hans förhållanden undersökts av en denazifieringsdomstol efter andra världskriget, kunde han skaffa sig en mindre post i affärslivet.

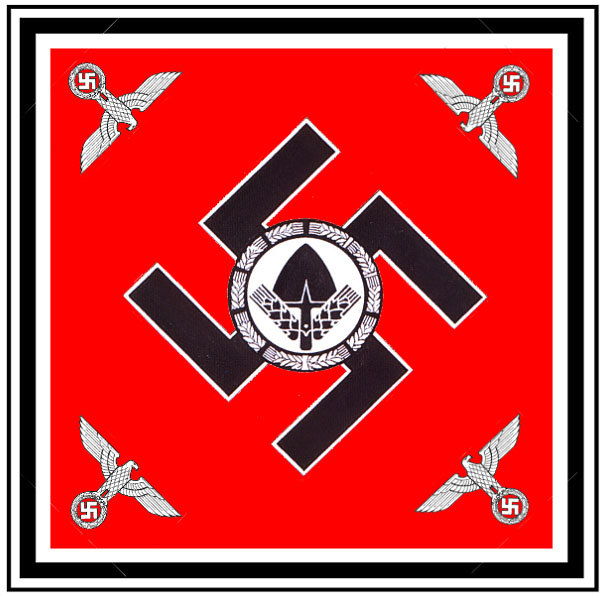
Reichsarbeitsführers fana.